# John Anthony Allan
John Anthony Allan (2 de enero de 1937 - 15 de abril de 2021) en algún momento citado como Tony Allan, fue un geógrafo británico. Fue galardonado con el Premio del Agua de Estocolmo en 2008 por su revolucionario concepto de agua virtual. Aunque era emérito de la Escuela de Estudios Orientales y Africanos y del King's College de Londres perteneciente a la Universidad de Londres, todavía ejercía como profesor de enseñanza en el King's College.

## Biografía

### Educación
Allan estudió en la Universidad de Durham de 1955 a 1958 y se graduó con una licenciatura de primera clase en Geografía. Comenzó sus estudios de doctorado en 1966 en la Escuela de Estudios Orientales y Africanos de Londres, completando un doctorado en gestión del agua en Libia en 1971.

### Investigación
Después de haber sido un analista de agua durante mucho tiempo con énfasis en el Oriente Medio, acuñó el término agua virtual en 1993 inspirado por Gideon Fishelson de la Universidad de Tel Aviv, quien criticó a su gobierno por la cantidad de agua que se había utilizado para producir y exportar cítricos a la Unión Europea. Luego, Allan investigó las cifras comerciales de los estados del Oriente Medio para concluir que esta región con escasez de agua solo podía sobrevivir a través de grandes cantidades de alimentos importados en granos, ganado, etc. Por lo tanto, la región no dependía de sus propios recursos hídricos escasos pero podía comprar agua ya incrustada en los productos agrícolas. Fue esta lógica la que permitió a Tony Allan desafiar la tesis entonces prevaleciente de que las guerras del próximo siglo se librarán por el agua. En esencia, explicó cómo la importación de agua incrustada principalmente en cereales en regiones del mundo con escasez de agua a través del comercio explicaba por qué las guerras por el agua eran innecesarias e improbables. Esto abrió una plétora de nuevas direcciones de investigación para sus muchos estudiantes de posgrado que trabajan en partes del mundo con escasez de agua. Su obra fundamental titulada The Middle East Water Question: Hydropolitics and the Global Economy capturó toda una vida de investigación y se ha convertido en una piedra angular para los responsables políticos y los investigadores. Una contribución significativa a este cambio de paradigma ha sido el surgimiento del concepto de distribución de beneficios en lugar de compartir el agua, o la gestión de las aguas transfronterizas como un bien público.

### Premio del Agua de Estocolmo
En marzo de 2008 se anunció que Allan recibiría el Premio del Agua de Estocolmo. Fue nominado por "su trabajo único, pionero y duradero en la educación y la sensibilización internacional sobre las relaciones interdisciplinarias entre la producción agrícola, el uso del agua, las economías y los procesos políticos".